# Kortbaneløb på skøjter under vinter-OL 2018
Kortbaneløb på skøjter under vinter-OL 2018 fandt sted den 10. og 22. februar 2018 i Pyeongchang, Sydkorea.

## Medaljer

### Medaljeoversigt
| Kortbaneløb på skøjter under vinter-OL 2014 – Sotji | Kortbaneløb på skøjter under vinter-OL 2014 – Sotji | Kortbaneløb på skøjter under vinter-OL 2014 – Sotji | Kortbaneløb på skøjter under vinter-OL 2014 – Sotji | Kortbaneløb på skøjter under vinter-OL 2014 – Sotji | Kortbaneløb på skøjter under vinter-OL 2014 – Sotji |
| --------------------------------------------------- | --------------------------------------------------- | --------------------------------------------------- | --------------------------------------------------- | --------------------------------------------------- | --------------------------------------------------- |
| Nr.                                                 | Land                                                | Guld                                                | Sølv                                                | Bronze                                              | Totalt                                              |
| 1                                                   | Sydkorea                                            | 3                                                   | 1                                                   | 2                                                   | 6                                                   |
| 2                                                   | Holland                                             | 1                                                   | 2                                                   | 1                                                   | 4                                                   |
| 3                                                   | Kina                                                | 1                                                   | 2                                                   | 0                                                   | 3                                                   |
| 4                                                   | Canada                                              | 1                                                   | 1                                                   | 3                                                   | 5                                                   |
| 5                                                   | Italien                                             | 1                                                   | 1                                                   | 1                                                   | 3                                                   |
| 6                                                   | Ungarn                                              | 1                                                   | 0                                                   | 0                                                   | 1                                                   |
| 7                                                   | USA                                                 | 0                                                   | 1                                                   | 0                                                   | 1                                                   |
| 8                                                   | Olympiske atleter fra Rusland                       | 0                                                   | 0                                                   | 1                                                   | 1                                                   |
|                                                     | Totalt                                              | 8                                                   | 8                                                   | 8                                                   | 24                                                  |

### Kvindernes øvelser
| Event             | Guld                                                                                     | Guld     | Sølv                                                                                   | Sølv     | Bronze                                                                                      | Bronze         |
| ----------------- | ---------------------------------------------------------------------------------------- | -------- | -------------------------------------------------------------------------------------- | -------- | ------------------------------------------------------------------------------------------- | -------------- |
| 500 meter         | Arianna Fontana · Italien                                                                | 42.569   | Yara van Kerkhof · Holland                                                             | 43.256   | Kim Boutin · Canada                                                                         | 43.881         |
| 1000 meter        | Suzanne Schulting · Holland                                                              | 1:29.778 | Kim Boutin · Canada                                                                    | 1:29.956 | Arianna Fontana · Italien                                                                   | 1:30.656       |
| 1500 meter        | Choi Min-jeong · Sydkorea                                                                | 2:24.948 | Li Jinyu · Kina                                                                        | 2:25.703 | Kim Boutin · Canada                                                                         | 2:25.834       |
| 3000 meter stafet | Sydkorea (KOR) · Shim Suk-hee · Choi Min-jeong · Kim Ye-jin · Kim A-lang · Lee Yu-bin[a] | 4:07.361 | Italien (ITA) · Arianna Fontana · Lucia Peretti · Cecilia Maffei · Martina Valcepina · | 4:15.901 | Holland (NED) · Suzanne Schulting · Yara van Kerkhof · Lara van Ruijven · Jorien ter Mors · | 4:03.471 WR[b] |

[a] Skatere, der ikke deltog i finalen, men fik medaljer.

[b] Holland satte verdensrekord på trods af ikke at have vundet guld. De vandt bronze som standard, da Canada og Kina begge blev diskvalificeret fra medalierunden (finale A), hvor kun to hold skulle tage guld og sølv (Sydkorea og Italien); Holland havde allerede vundet det forrige løb, klassificeringsrunden (Final B), i verdensrekordtid.

### Mændenes øvelser
| Event             | Guld                                                                            | Guld        | Sølv                                                                          | Sølv     | Bronze                                                                            | Bronze   |
| ----------------- | ------------------------------------------------------------------------------- | ----------- | ----------------------------------------------------------------------------- | -------- | --------------------------------------------------------------------------------- | -------- |
| 500 meter         | Wu Dajing · Kina                                                                | 39.584      | Hwang Dae-heon · Sydkorea                                                     | 39.854   | Lim Hyo-jun · Sydkorea                                                            | 39.919   |
| 1000 meter        | Samuel Girard · Canada                                                          | 1:24.650    | John-Henry Krueger · USA                                                      | 1:24.864 | Seo Yi-ra · Sydkorea                                                              | 1:31.619 |
| 1500 meter        | Lim Hyo-jun · Sydkorea                                                          | 2:10.485    | Sjinkie Knegt · Holland                                                       | 2:10.555 | Semion Elistratov · Olympiske atleter fra Rusland                                 | 2:10.687 |
| 5000 meter stafet | Ungarn (HUN) · Shaoang Liu · Sándor Liu Shaolin · Viktor Knoch · Csaba Burján · | 6:31.971 OR | Kina (CHN) · Wu Dajing · Han Tianyu · Xu Hongzhi · Chen Dequan · Ren Ziwei[a] | 6:32.035 | Canada (CAN) · Samuel Girard · Charles Hamelin · Charle Cournoyer · Pascal Dion · | 6:32.282 |